# Клан (2. сезона)
Друга сезона криминалистичко-драмске телевизијске серије Клан емитована је од 2. до 30. јула 2022. године на Суперстар ТВ. Друга сезона се састоји од 8 епизода.

## Радња
Наставак серије у наставку доноси узбудљиве приче која ће пратити даљи успон мафијашког клана на чијем су челу Шок и Паша.
Они напредују у криминалној хијерархији и успостављају нови пословни модел - отмице богаташа, што им представља нови извор зараде за клан али и за њихове надређене из редова Командоса и ДБ-а, као и за Бубона.
Мотивисани новцем и престижом, Шок и Паша постепено усавршавају свој нови пословни модел у чему им, силом или милом, помажу њихови саучесници из полиције, здравства, политике, намерни и случајни јатаци и чланови њихових породица.

## Епизоде
| Бр. еп. (укупно) | Бр. еп. (у сезони) | Наслов       | Редитељ       | Сценариста                       | Премијера     |
| --- | ------------------ | ------------ | ------------- | -------------------------------- | ------------- |
| 9 | 1                  | "Кампања"    | Бобан Скерлић | Бобан Скерлић и Кристина Ђуковић | 2. јул 2022.  |
| Клан је на врхунцу. Нови посао се показао као највећи извор прихода до сада - отмице. Уз подршку спољних сарадника Клан брзо напредује...                          |                    |              |               |                                  |               |
| 10 | 2                  | "Избори"     | Бобан Скерлић | Бобан Скерлић и Кристина Ђуковић | 3. јул 2022.  |
| Шок има личне проблеме, али посао цвета. Клан добија велику подршку од спољних сарадника. Шок покушава да приватни живот доведе у ред а посао унапреди...          |                    |              |               |                                  |               |
| 11 | 3                  | "Револуција" | Бобан Скерлић | Бобан Скерлић и Кристина Ђуковић | 9. јул 2022.  |
| Клан никада није био ближе политици. Док је на послу никада боље, многи лични проблем се појављују Шоку и Паши везани за њихове жене и љубавнице...                |                    |              |               |                                  |               |
| 12 | 4                  | "Тајкун"     | Бобан Скерлић | Бобан Скерлић и Кристина Ђуковић | 10. јул 2022. |
| Посао везан за клан тече као и обично. Сви чланови клана су и више него срећни. Велика приватна тајна откривена је на Цветиној журци...                            |                    |              |               |                                  |               |
| 13 | 5                  | Мунгос       | Бобан Скерлић | Бобан Скерлић и Кристина Ђуковић | 16. јул 2022. |
| Полиција жели да стави тачку на Клан. Они формирају нову специјалну јединицу која ће се бавити сузбијањем организованог криминала у земљи и дају јој име Мунгос... |                    |              |               |                                  |               |
| 14 | 6                  | Мардељ       | Бобан Скерлић | Бобан Скерлић и Кристина Ђуковић | 17. јул 2022. |
| Мунгоси притискају чланове Клана тако што их приводе у притворску јединицу. Али сада имају и још један адут више - заштићеног сведока...                           |                    |              |               |                                  |               |
| 15 | 7                  | Сведок       | Бобан Скерлић | Бобан Скерлић и Кристина Ђуковић | 23. јул 2022. |
| Клан сазнаје за заштићеног сведока и покушавају да буду паметнији од полиције.                                                                                     |                    |              |               |                                  |               |
| 16 | 8                  | Бројач       | Бобан Скерлић | Бобан Скерлић и Кристина Ђуковић | 24. јул 2022. |
| Нова отмица је у току. Много ствари је на коцки. Превише је играча у игри.                                                                                         |                    |              |               |                                  |               |